# Balista

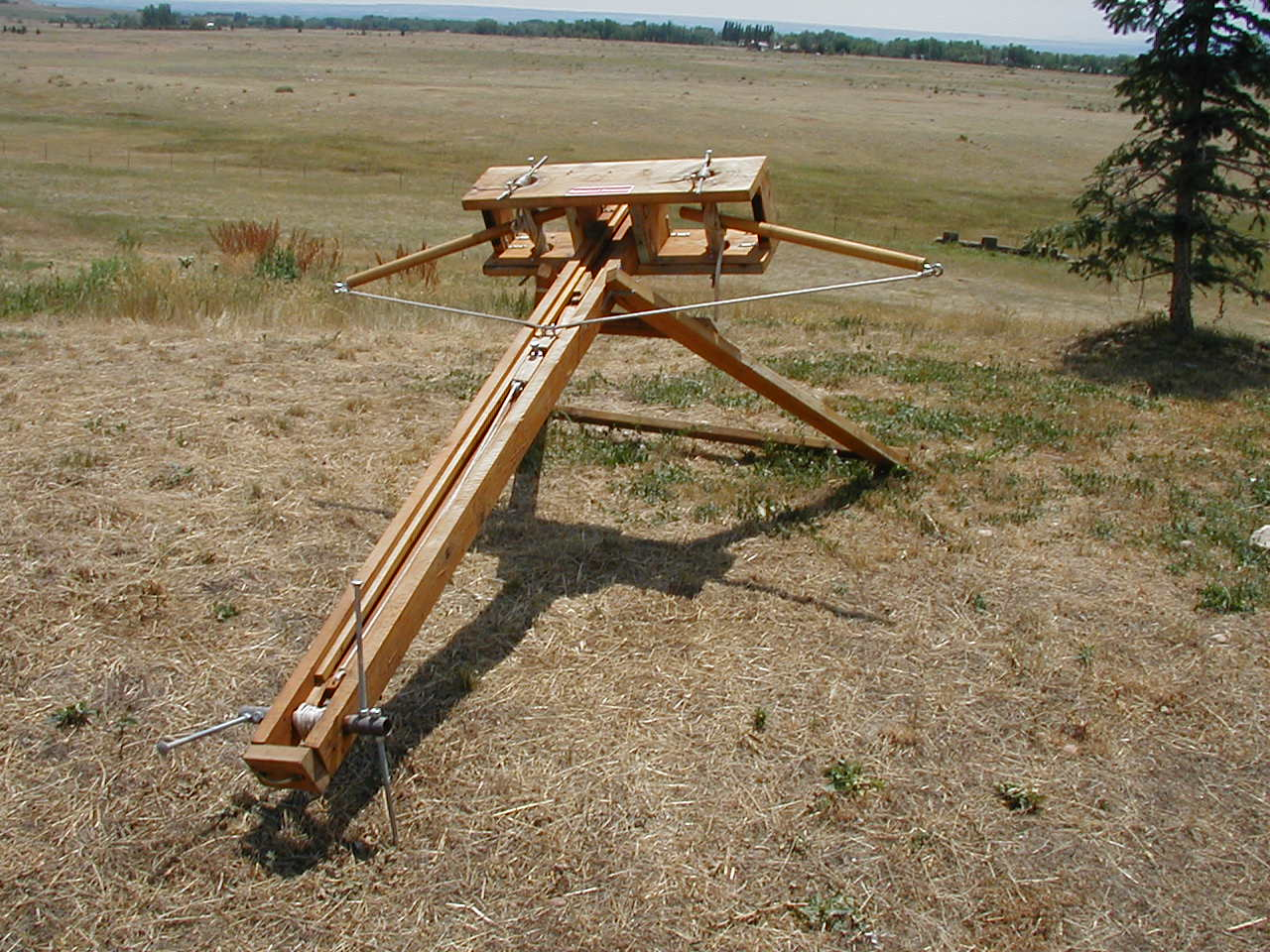
Riproduzione di balista del XII secolo

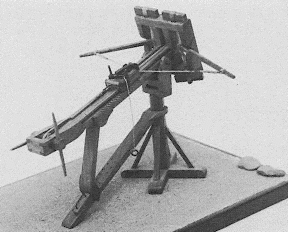
Una balista romana

La balista (ant. ballista, dal latino ballista/balista, a sua volta derivato dal greco βαλλίστρα ballistra, da βάλλω ballō "tirare" o, meglio, "lanciare") è una grande macchina d'assedio inventata dai Greci e usata soprattutto dai Romani che lanciava grandi dardi o pietre sferiche singolarmente o per piccoli gruppi, secondo il tipo di modello. Originariamente i greci chiamavano baliste le macchine che lanciavano pietre e catapulte quelle che lanciavano dardi ma oggi "catapulta" è diventato un termine che indica l'intera categoria delle armi d'assedio (o "ossidionali") da lancio, di cui anche le baliste fanno parte.
In generale la balista si costruiva in legno, con qualche parte costruita o almeno rivestita di metallo e venivano utilizzate corde o tendini di animali come tensori. 
In origine le baliste funzionavano a flessione, in seguito il meccanismo divenne torsionale.
La balista fu senza ombra di dubbio l'arma da lancio a lungo raggio più utilizzata e meglio progettata del periodo classico e alto medievale. Il suo utilizzo è, tuttavia, cessato verso il tardo medioevo a causa degli alti costi per costruirla, arrivando a preferire macchine meno costose.
Nel XV secolo, con l'arrivo del cannone nello scenario europeo, la balista e le altre catapulte divennero obsolete e caddero in disuso.

## Storia

### Grecia antica
Nel 399 a.C. Dionisio il Vecchio, tiranno di Siracusa, in previsione di un conflitto contro Cartagine, fece riunire squadre di ingegneri e ricercatori che potessero sviluppare armi innovative. Da questi sforzi derivò il gastraphetes, precursore delle prime baliste. Si trattava in realtà di una balestra di grosse dimensioni che si appoggiava sul ventre, in modo che l'energia tensionale accumulata fosse maggiore di quella di un semplice arco, la cui corda veniva tesa da una sola mano.
Il prolungarsi della guerra contro Cartagine permise lo sviluppo di un'ulteriore versione potenziata del gastraphetes quando l'arma divenne troppo grande e potente per essere resa operativa e trasportata da un solo uomo. L'oxybeles venne sviluppato nel 375 a.C., concepito in primo luogo come arma d'assedio. Il telaio di sostegno poggiava al suolo grazie a un treppiede, permettendo così una maggiore accuratezza del tiro; in questo modo l'arma poté essere impiegata sulle navi della flotta siracusiana, dando vita a una tradizione militare che durerà fino ai romani. Naturalmente, parallelamente all'incremento delle dimensioni dell'arma, anche la lunghezza dei dardi crebbe di conseguenza. L'arco veniva teso grazie a un meccanismo a gancio messo in funzione da due genieri.
La balista vera e propria venne ideata quando ci fu la necessità di incrementare ulteriormente la potenza di tiro, qualità che si esprimeva anche in gittata utile. Fu lo stesso Filippo II di Macedonia a organizzare, per necessità militari, uno speciale gruppo di artiglieri che sviluppassero e perfezionassero le catapulte (i macedoni utilizzavano questo termine con la sua accezione moderna). Gli scienziati greci erano consci dei limiti strutturali e materiali dell'arco composito, di conseguenza, nel 340 a.C. venne applicato all'oxybeles il sistema di torsione, (inventato tra il 353 e il 341 a.C.). Nacque la balista vera e propria, che fu impiegata per la prima volta durante gli assedi di Perinthus (Distretto di Marmara) e Bisanzio dello stesso anno.
Alessandro Magno fu il primo a intravedere l'utilizzo della balista non esclusivamente nella funzione di arma d'assedio. Nel campo di battaglia venivano trasportate delle piccole baliste (del peso massimo di 40 kg) in modo che queste lanciassero dardi sui nemici. In seguito questo impiego di copertura della fanteria verrà largamente sviluppato dai Romani.
Nel periodo ellenistico, con i diadochi, lo sviluppo tecnologico continuò. In particolar modo sotto Demetrio I Poliorcete venne sviluppato un nuovo tipo di balista di dimensioni maggiori, il lithobolos (dal greco Λιθοβόλος, "lanciasassi" ): in questo nuovo concetto di arma, si sostituivano i dardi con pietre sferiche del peso di un talento (26 kg).
Il lithobolos poteva lanciare proiettili a una distanza superiore di quella di un cannone dell'era Napoleonica.
Il culmine della potenza venne raggiunto grazie ad Archimede di Siracusa, che infatti sviluppò un lithobolos capace di scagliare massi di ben 3 talenti (78 kg). Per ottenere questi risultati, grazie a studi matematici, giunse alla conclusione che il diametro del fascio di corde era uguale a 1.1 volte la radice cubica di 100 volte il peso della pietra in mine.
La scuola di meccanici alessandrini perfezionò ulteriormente la balista, dando vita a svariati tipi di arma che poteva essere impiegata nelle più disparate situazioni di guerra. Si ricorda Dionisio di Alessandria, al lavoro nell'arsenale di Rodi, che progettò e fece costruire una balista a ripetizione, il polybolos (dal greco πολυβόλος, molti lanci). Si trattava di una concezione di arma moderna, capace di sparare numerosi dardi in pochissimo tempo, a una distanza massima di 200 metri. Il meccanismo a ripetizione era realizzato da una manovella che azionava il congegno tramite una trasmissione a catena. I dardi erano disposti in un caricatore a tramoggia che alimentava la macchina per gravità.
Ctesibio invece progettò un tipo di balista pneumatica da usarsi sulle navi che sostituiva il meccanismo torsionale. Infatti l'aria di mare, ricca di salsedine, non permetteva il buon funzionamento delle matasse elastiche che costituivano la fonte di energia delle catapulte. Si tratta della prima applicazione dell'aria compressa su un'arma.
Filone di Bisanzio ci testimonia entrambi i tipi di arma, in particolar modo riferisce che la balista pneumatica fosse competitiva allo stesso modo delle baliste a torsione tradizionali.

### Età romana

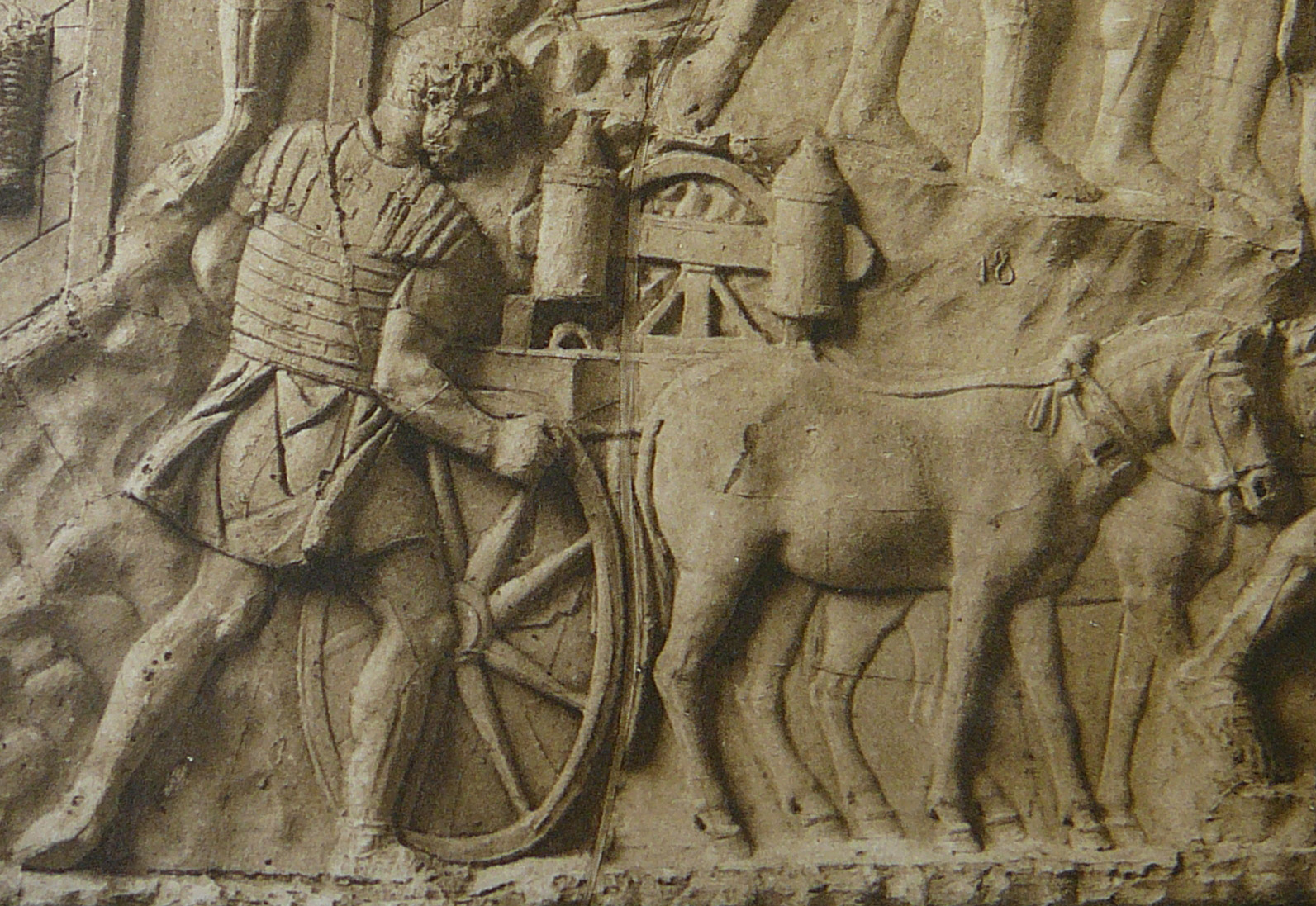
Una carroballista rappresentata sulla Colonna di Traiano, fregio n. XLVI, come evoluzione della semplice balista.

Con l'annessione delle città-stato greche nel 146 a.C., la cultura ellenistica cominciò a diffondersi nella Repubblica romana.
Gli ingegneri romani carpirono la tecnologia della balista a torsione inventata dai macedoni e la svilupparono successivamente in modelli più piccoli nel 50 a.C., gli scorpioni, in modo che potessero essere facilmente trasportate sul campo di battaglia.
Generalmente la lunghezza dei dardi di uno scorpione era standardizzata in 3 spanne (69 cm), che potevano essere scagliati con precisione a una distanza di 100 metri, mentre la gittata utile era di 400 metri. Durante l'età repubblicana e Imperiale, era la norma che ogni centuria avesse un numero tipico di scorpioni e baliste.
Gli scorpioni venivano posizionati in batterie su alture in modo da sfoltire le truppe avversarie e fiaccare il nemico. Questo tipo di arma venne utilizzato largamente da Giulio Cesare nella campagna militare in Gallia e in particolar modo durante l'assedio di Avarico. La ridotta dimensione permise all'arma di essere impiegata anche su carri, prendendo così il nome di carrobalista. Sulla Colonna Traiana se ne possono vedere riproduzioni in bassorilievo.
Naturalmente continuò a essere adottata la tipica balista di grosse dimensioni così come l'avevano tramandata i Greci. La lunghezza dei dardi era standardizzata in 3 cubiti (132 cm) che potevano viaggiare per 650 metri prima di toccare il suolo. Quest'arma venne impiegata massicciamente nelle campagne in Gallia e Germania.
I romani continuarono a utilizzare il lithobolos greco, anche in modelli di dimensioni minori. Il palintonon (come veniva chiamato dai romani), era una macchina del peso di 3 tonnellate, caricato a sassi del peso di 30 mine (mezzo talento = 13 kg). Questo tipo di arma venne utilizzato altresì nell'assedio di Gerusalemme.
Il motivo per cui non vennero molto impiegate le baliste lanciasassi di grosse dimensioni, fu perché i romani preferirono utilizzare l'onagro. La balista infatti poteva essere caricata solamente a dardi o sassi, mentre il cucchiaio dell'onagro permetteva l'utilizzo di munizioni incendiare deflagranti, oltre a essere di più facile costruzione. Inoltre l'onagro consentiva un tiro a parabola particolarmente efficace per scavalcare le mura delle città.
Attorno al 100 d.C. a partire dallo scorpione venne progettata un altro tipo di balista, la cheiroballistra. Si trattava sostanzialmente di uno scorpione di dimensioni poco più ridotte con l'unica differenza di essere costruito quasi completamente in metallo, matasse incluse, queste ultime rivestite da due cilindri in bronzo. Il tipo di materiale permetteva di ridurre le dimensioni senza penalizzare le prestazioni dell'arma, dotata di una precisione micidiale. Di quest'arma vennero costruite anche versioni trasportabili a mano delle dimensioni di una balestra (solo il meccanismo era differente) battezzate manuballiste.

### Medioevo
La scarsità di tecnici nel periodo medievale fece sì che fosse molto difficile riprodurre il meccanismo di torsione usato nelle baliste greco-romane. Per questo motivo, ci fu un'involuzione e molto spesso le baliste impiegate in guerra funzionavano a tensione. Erano assai simili (se non identiche) agli oxybeles siracusiani, tuttavia il nome "balista" continuò a essere usato e il termine oggigiorno serve per intendere entrambe le tipologie.
La balista proseguì il suo impiego sul campo di battaglia, affiancata da altre armi d'assedio come onagri, mangani, trabucchi. Tuttavia non si trattava di un largo impiego come in età romana.
Con l'avvento della polvere da sparo nel 1300, la balista divenne progressivamente un mezzo obsoleto, venendo sostituita del tutto nel 1500 dalle armi da fuoco.

### Rinascimento

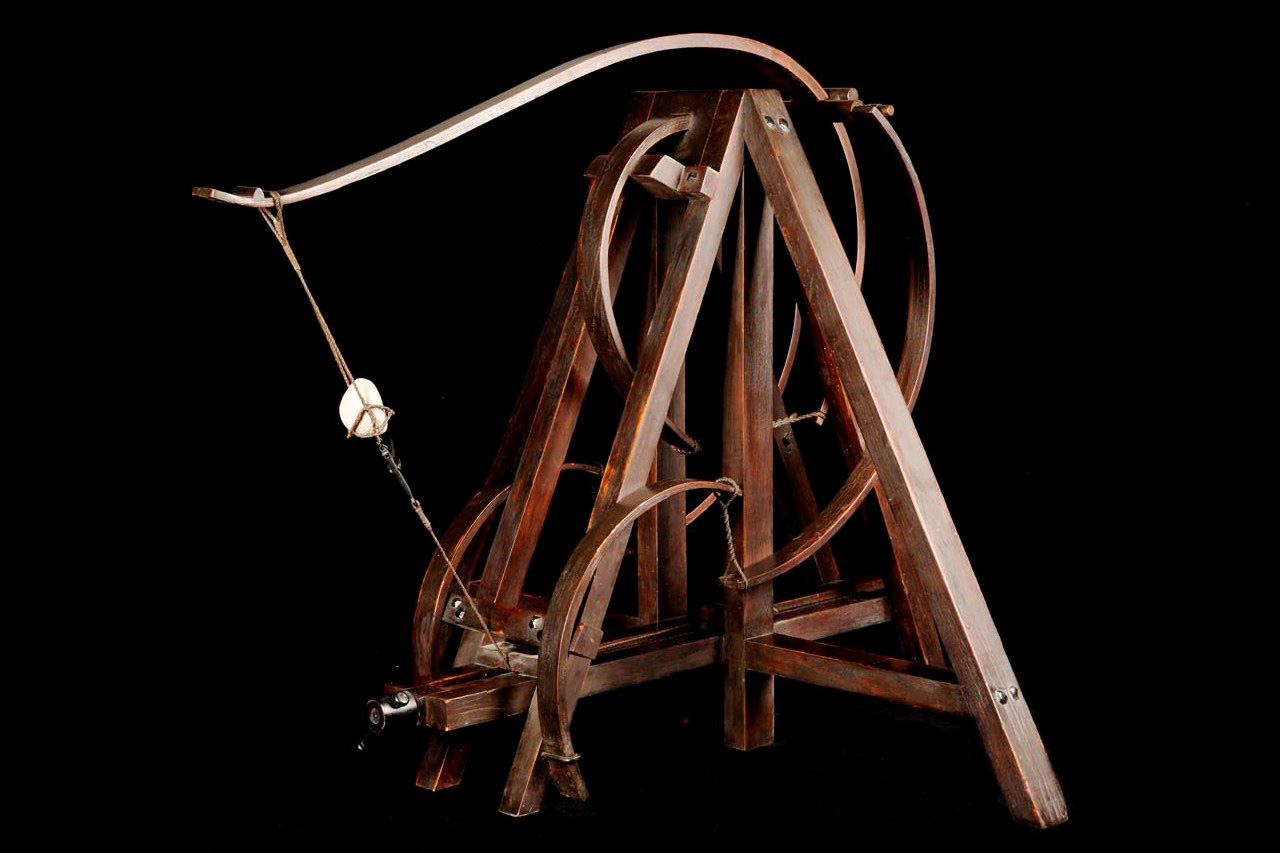
Balista di Leonardo. Interpretazione di Giovenale Argan, 1953 presso Museo Nazionale della Scienza e della Tecnologia di Milano.

All'alba del XVI secolo l'utilizzo della balista si avvicinava alla fine, nondimeno vi furono dei tentativi di rivalutazione dell'arma da parte di Leonardo da Vinci che nel suo Codice Atlantico ne espose diversi progetti. Leonardo in uno stesso foglio disegna quattro tipi di baliste, differenti per struttura e meccanismo di lancio. Tra queste una catapulta di legno a molle tirate da una madrevite posta nella base della struttura a capra, concepita per lanciare sassi con traiettoria a parabola. Questo strumento di guerra è pensato per ottenere una grande potenza in modeste dimensioni. Particolarmente interessanti sono i vari dispositivi per aumentare la flessibilità delle molle assicurando così un lancio efficace. Il disegno della balista doppia, molto dettagliato e ricco di specifiche sulle misure, contiene i dettagli dei vari elementi e dei congegni di carica e sgancio dei bastoni. Le proporzioni colossali della balestra gigante sono rappresentate dal soldato raffigurato accanto alla macchina: 24 metri di apertura per una lunghezza di 23 metri. Per aumentare flessibilità e potenza, il gigantesco arco, doveva essere realizzato a sezioni lamellari; la corda di tiro poteva essere arretrata con un sistema meccanico e veniva fatta successivamente scattare per percussioni o mediante leva. Anche Francesco di Giorgio Martini nel suo trattato di architettura e macchine descrive una balista a molle di legno caricate mediante una vite, tuttavia le idee dei due inventori restarono unicamente su carta a causa della scarsa funzionalità delle armi.